# Tribsees
Tribsees (pronunciación en alemán: /tʁiːpˈzeːs/ⓘ) es un municipio situado en el distrito de Pomerania Occidental-Rügen, en el estado federado de Mecklemburgo-Pomerania Occidental (Alemania), a una altitud de 4 metros. Su población a finales de 2016 era de 2600 habs. y su densidad poblacional, 50 hab/km².